# 사이드 킥 (영화)
사이드 킥(Sidekicks)은 미국에서 제작된 애론 노리스 감독의 1992년 액션, 모험 영화이다. 보 브리지스 등이 주연으로 출연하였고 돈 카모디 등이 제작에 참여하였다.

## 출연

### 주연
- 보 브리지스
- 조나단 브랜디스
- 이와마츠 마코
- 줄리아 닉슨
- 다니카 맥켈라
- 리처드 몰
- 죠 피스코포
- 척 노리스

### 조연
- 존 버커넌
- 데니스 버클리

## 제작진
- 협력프로듀서: 딘 래파엘 페란디니
- 협력프로듀서: 조던 요스페
- 미술: 루벤 프리드
- 의상: 줄리 레이 잉겔스먼
- 배역: 아네트 벤슨
- 배역: 페니 페리